# Diesel S.p.A.
A Diesel S.p.A egy olasz ruházati cég. Az egyik legismertebb az ifjúsági piacon. Fő termékei közé a farmerok tartoznak, de ma már megtalálhatók akár a strandpapucsok és a parfümök is. Alapítója Renzo Rosso, s székhelye Molvenában, Olaszországban van.

## Története
A társaságot Renzo Rosso alapította főnökével Adriano Goldschmieddel. 1985-ben Rosso felvásárolja a céget, 1996-ban megnyitja az első üzletét New Yorkban, a Lexington Avenue-n. 2007-ben jelentek meg a Diesel férfi-női strandruha kollekciói.
A vállalat mintegy 3500 főt dolgoztat 17 leányvállalatában szerte az egész világon. A termékek közel 5000 kiskereskedelmi, és 300 Diesel-üzletben kaphatóak. 2005-ben a vállalat bevétele 1,2 milliárd euró volt, s egyre sikeresebbé vált a Diesel gyerekruházata.
A legnagyobb üzlet a brazíliai São Paulóban található.